# Nupaky
Nupaky település Csehországban, a Kelet-prágai járásban. Nupaky Říčany, Dobřejovice, Čestlice, Modletice és Prága településekkel határos. Lakosainak száma 2077 fő (2024. január 1.).

## Népesség
A település lakosságának változását az alábbi diagram mutatja:
| Lakosok száma | 138  | 194  | 162  | 108  | 97   | 235  | 1054 | 1677 | 2062 | 2077 |
|               | 1869 | 1900 | 1950 | 1980 | 2002 | 2006 | 2011 | 2017 | 2021 | 2024 |